# Chùa Hang (phường)

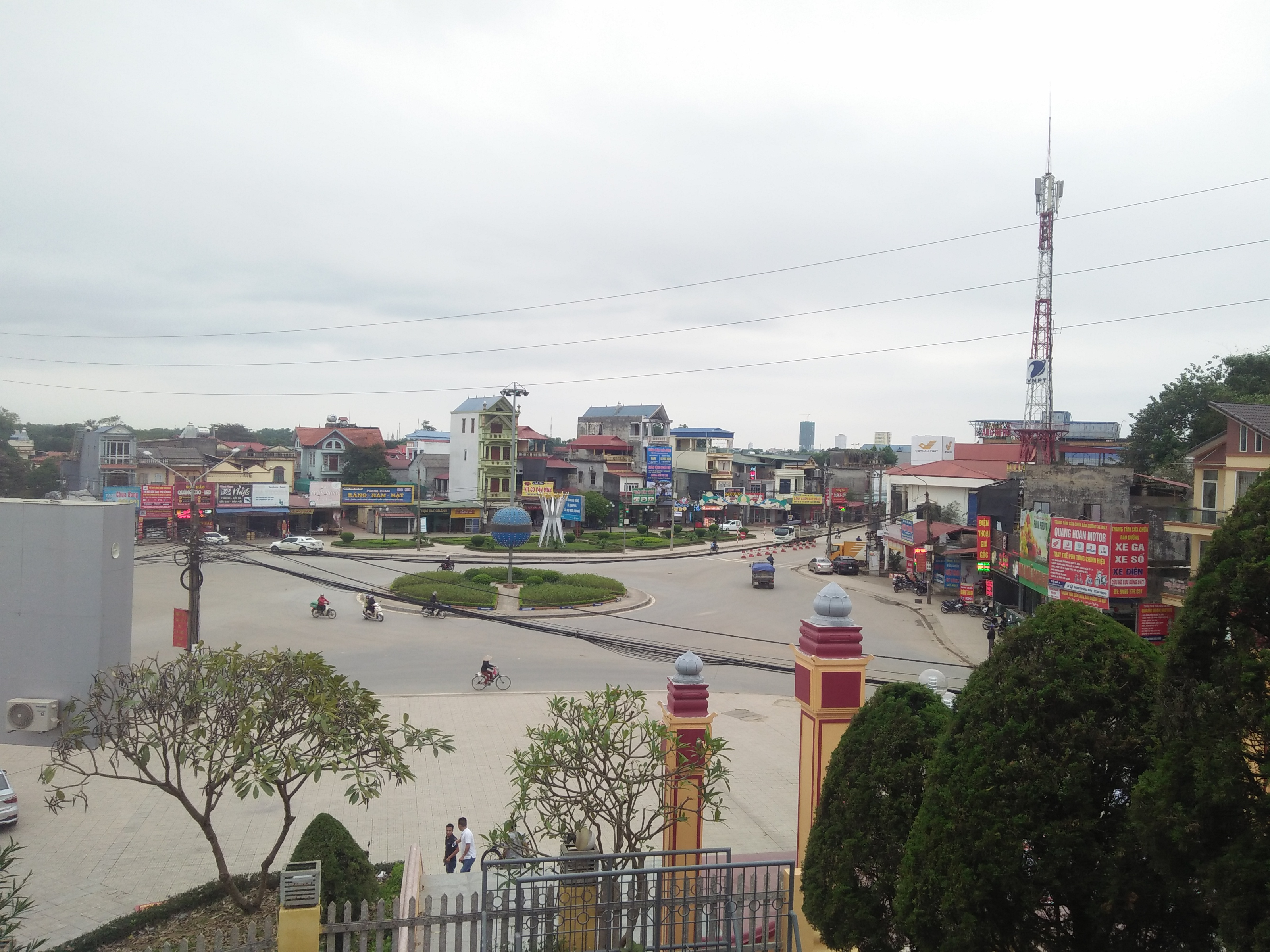
Ảnh chụp trung tâm phường Chùa Hang vào tháng 12, năm 2020

Chùa Hang là một phường thuộc thành phố Thái Nguyên, tỉnh Thái Nguyên, Việt Nam.
Phường nằm trên quốc lộ 1B cũ và chỉ cách trung tâm thành phố Thái Nguyên 3 km về phía bắc. Tuyến đường tránh phường có chiều dài 1,05 km cũng đã được xây dựng giúp phân bố giao thông hợp lý hơn.

## Địa lý
Phường Chùa Hang ngăn cách với trung tâm thành phố Thái Nguyên bởi con sông Cầu và phường Đồng Bẩm, có vị trí địa lý:
- Phía bắc và đông bắc giáp huyện Đồng Hỷ
- Phía tây giáp xã Cao Ngạn
- Phía đông và đông nam giáp phường Đồng Bẩm
- Phía nam giáp phường Quang Vinh qua một đoạn nhỏ sông Cầu.

Phường Chùa Hang có diện tích 3,02 km², dân số năm 2016 là 10.948 người, mật độ dân số đạt 3.625 người/km².

## Lịch sử
Năm 1958, Chính phủ Việt Nam Dân chủ Cộng hòa quyết định tách một phần đất của các xã Đồng Bẩm, Cao Ngạn và Hóa Thượng thuộc huyện Đồng Hỷ để thành lập thị trấn Núi Voi và tiểu khu Chiến Thắng trực thuộc thị xã Thái Nguyên.
Ngày 2 tháng 4 năm 1985, Hội đồng Bộ trưởng ban hành Quyết định Quyết định 102-HĐBT. Theo đó:
- Giải thể và chuyển toàn bộ diện tích, dân số của hai phường Chiến Thắng và Núi Voi thuộc thành phố Thái Nguyên về huyện Đồng Hỷ quản lý.
- Thành lập thị trấn Chùa Hang, thị trấn huyện lỵ huyện Đồng Hỷ trên cơ sở toàn bộ diện tích và dân số của hai phường Chiến Thắng và Núi Voi vừa giải thể.

Năm 2005, thị trấn Chùa Hang được chia thành 42 tổ dân phố, đánh số từ 1 tới 42.
Ngày 18 tháng 8 năm 2017, Ủy ban thường vụ Quốc hội ban hành Nghị quyết số 422/NQ-UBTVQH14. Theo đó, chuyển thị trấn Chùa Hang về thành phố Thái Nguyên quản lý và thành lập phường Chùa Hang trên cơ sở toàn bộ 3,02 km² diện tích tự nhiên và 10.948 người của thị trấn Chùa Hang.
Đến năm 2019, phường Chùa Hang được chia thành 28 tổ dân phố, đánh số từ 1 tới 28.
Ngày 23 tháng 7 năm 2019, sáp nhập tổ dân phố 2 vào tổ dân phố 1, sáp nhập hai tổ dân phố 4 và 5 thành tổ dân phố 2, sáp nhập tổ dân phố 6 vào tổ dân phố 3, sáp nhập hai tổ dân phố 7, 8 và một phần tổ dân phố 19 thành tổ dân phố 4, sáp nhập ba tổ dân phố 9, 10, 11 thành tổ dân phố 5, sáp nhập ba tổ dân phố 12, 13, 14 và một phần tổ dân phố 17 thành tổ dân phố 6, sáp nhập hai tổ dân phố 15, 16 và phần còn lại của tổ dân phố 17 thành tổ dân phố 7, sáp nhập hai tổ dân phố 18, 20 và phần còn lại của tổ dân phố 19 thành tổ dân phố 8, sáp nhập ba tổ dân phố 21, 23, 24 thành tổ dân phố 9, sáp nhập hai tổ dân phố 22 và 25 thành tổ dân phố 10, sáp nhập ba tổ dân phố 26, 27, 28 thành tổ dân phố 11.

## Hành chính
Phường Chùa Hang được chia thành 11 tổ dân phố: 1, 2, 3, 4, 5, 6, 7, 8, 9, 10, 11.

## Kinh tế - xã hội

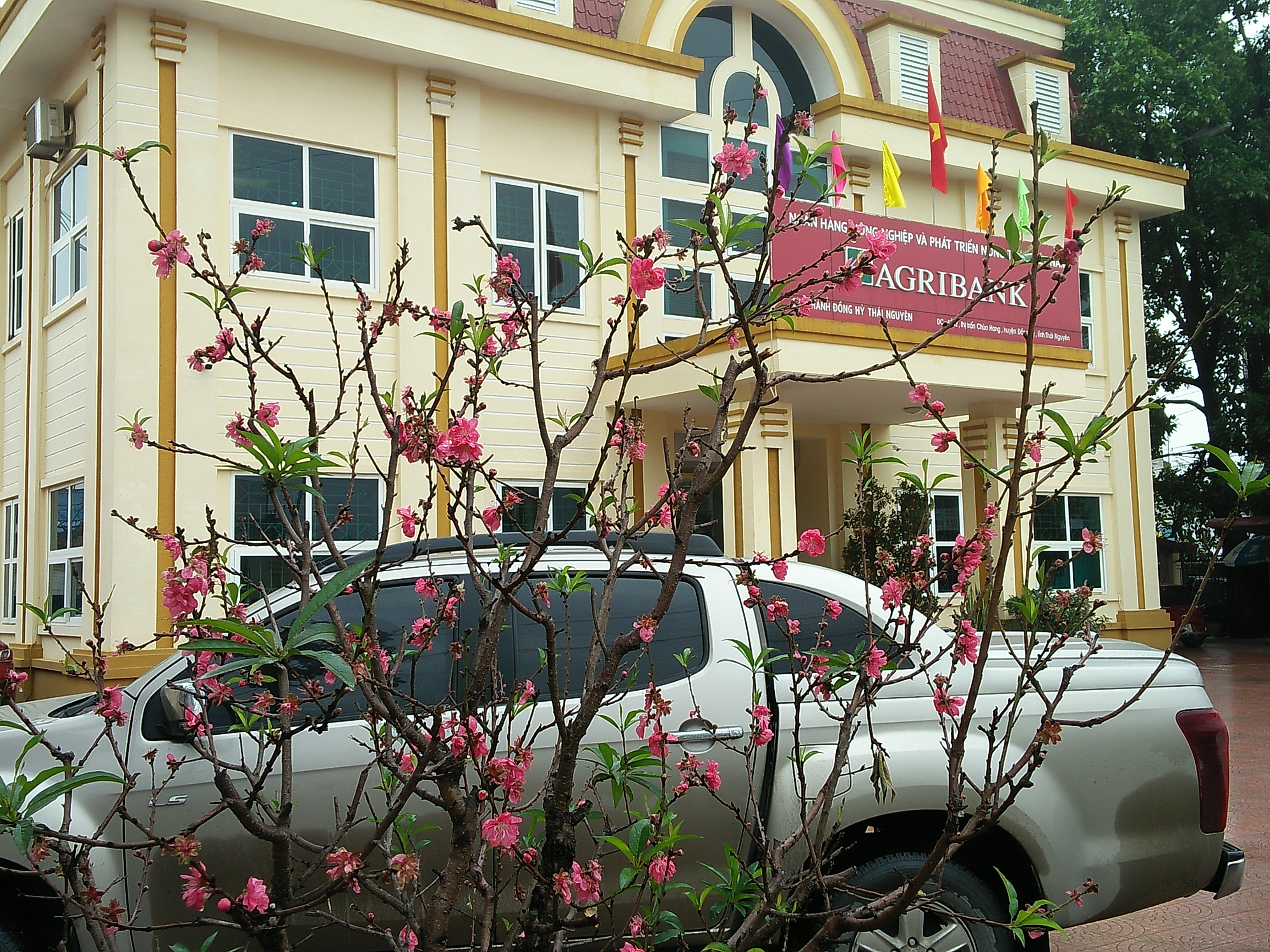
Ngân hàng Agribank chi nhánh huyện Đồng Hỷ đặt tại phường Chùa Hang

Vốn từng là trung tâm kinh tế, văn hóa, giáo dục của huyện Đồng Hỷ, phường Chùa Hang có nền kinh tế thuộc dạng phát triển, với nhiều doanh nghiệp tập trung ở đây. Đồng thời phường cũng thừa hưởng một số cơ sở vật chất như trường học,... và các trụ sở cơ quan trước đây của huyện Đồng Hỷ, khi trung tâm hành chính mới của huyện dời đến xã Hóa Thượng, cách phường Chùa Hang không xa.
Trên địa bàn phường có di tích Chùa Hang, lễ hội Chùa Hang nổi tiếng được tổ chức vào mùa xuân hàng năm, thu hút đông đảo du khách thập phương.

## Hình ảnh

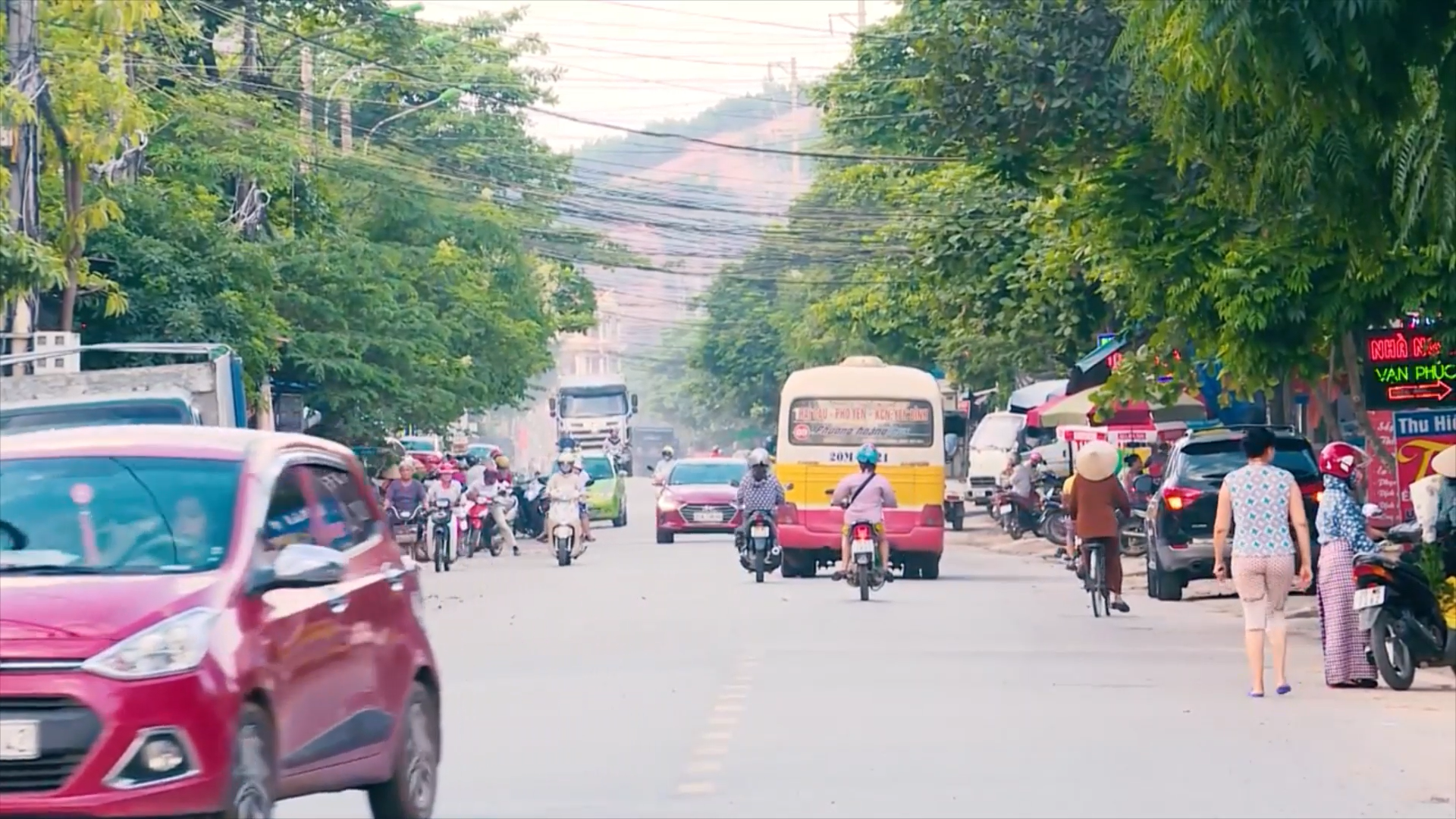
Đường Linh Nham đi qua địa bàn thị trấn Chùa Hang (2016)
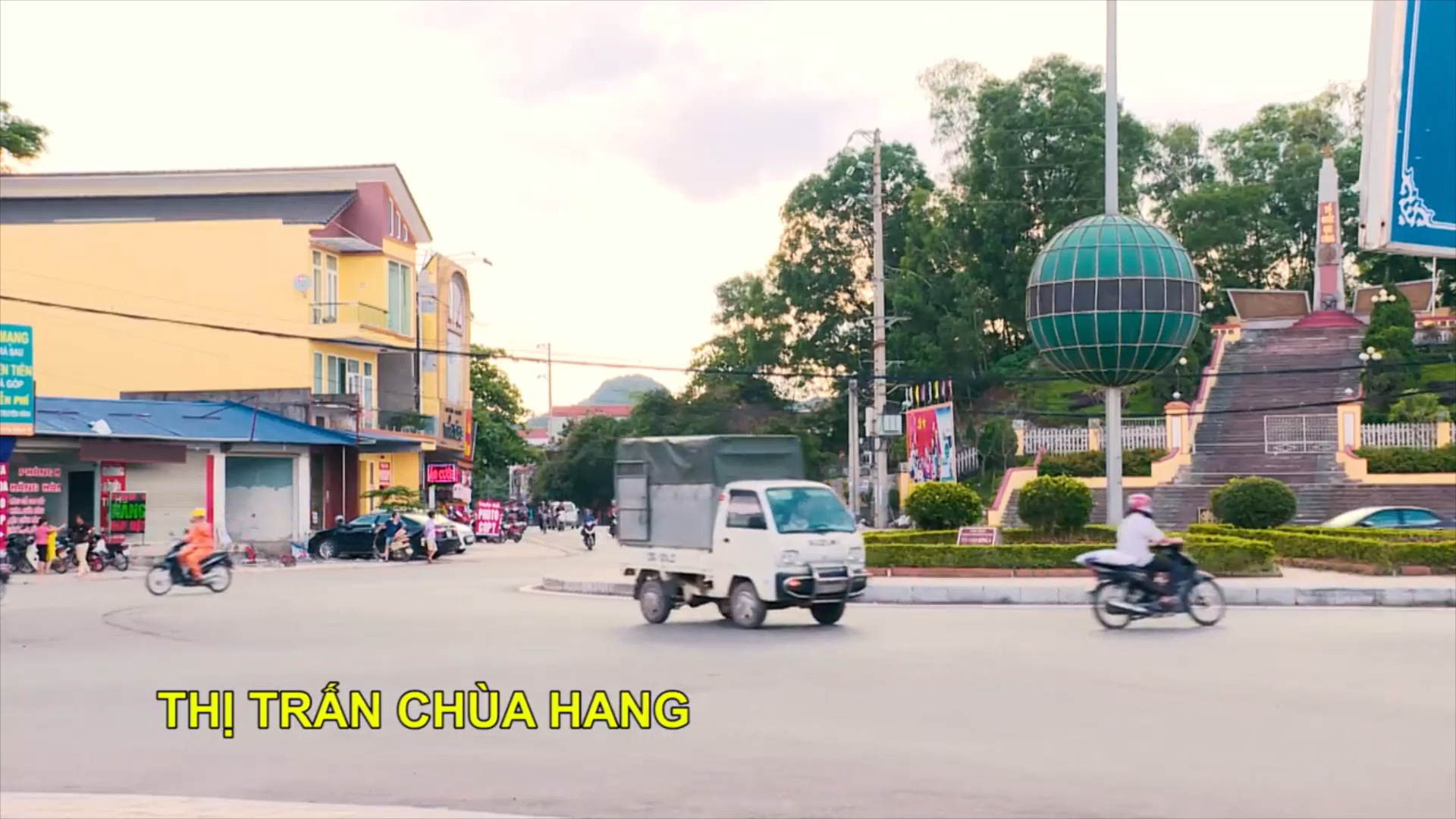
Đảo tròn Chùa Hang và đài tưởng niệm liệt sĩ huyện Đồng Hỷ (2016)